# Busycon coarctatum
Busycon coarctatum is een slakkensoort uit de familie van de Buccinidae. De wetenschappelijke naam van de soort is voor het eerst geldig gepubliceerd in 1825 door Sowerby I.